# Ringo Starr

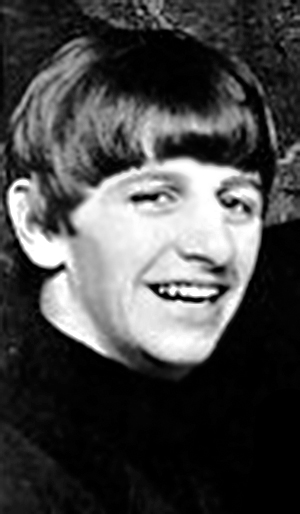
Ringo Starr în 1963

Sir Richard Starkey (n. 7 iulie 1940, Lancashire, Anglia, Regatul Unit), cunoscut drept Ringo Starr, este un muzician britanic.
A fost vocalist, baterist, compozitor și membru al trupei britanice The Beatles. A fost, de asemenea, narator al primelor două sezoane (1984-1986) din serialul pentru copii Locomotiva Thomas și prietenii săi.
Ringo Starr este cel mai bogat baterist din lume, având o avere estimată la 350 milioane de dolari americani în 2024.

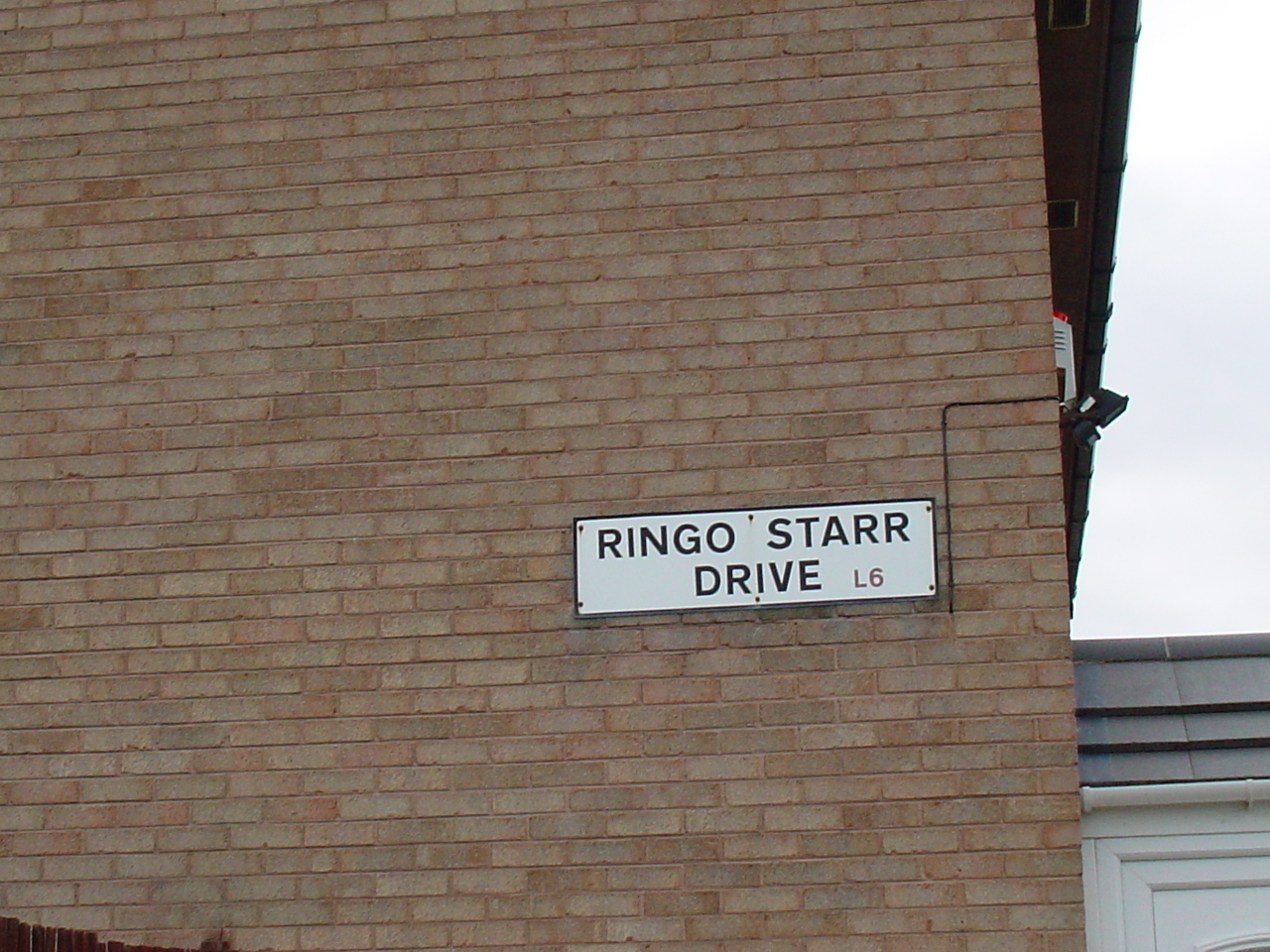
Strada Ringo Starr din Liverpool

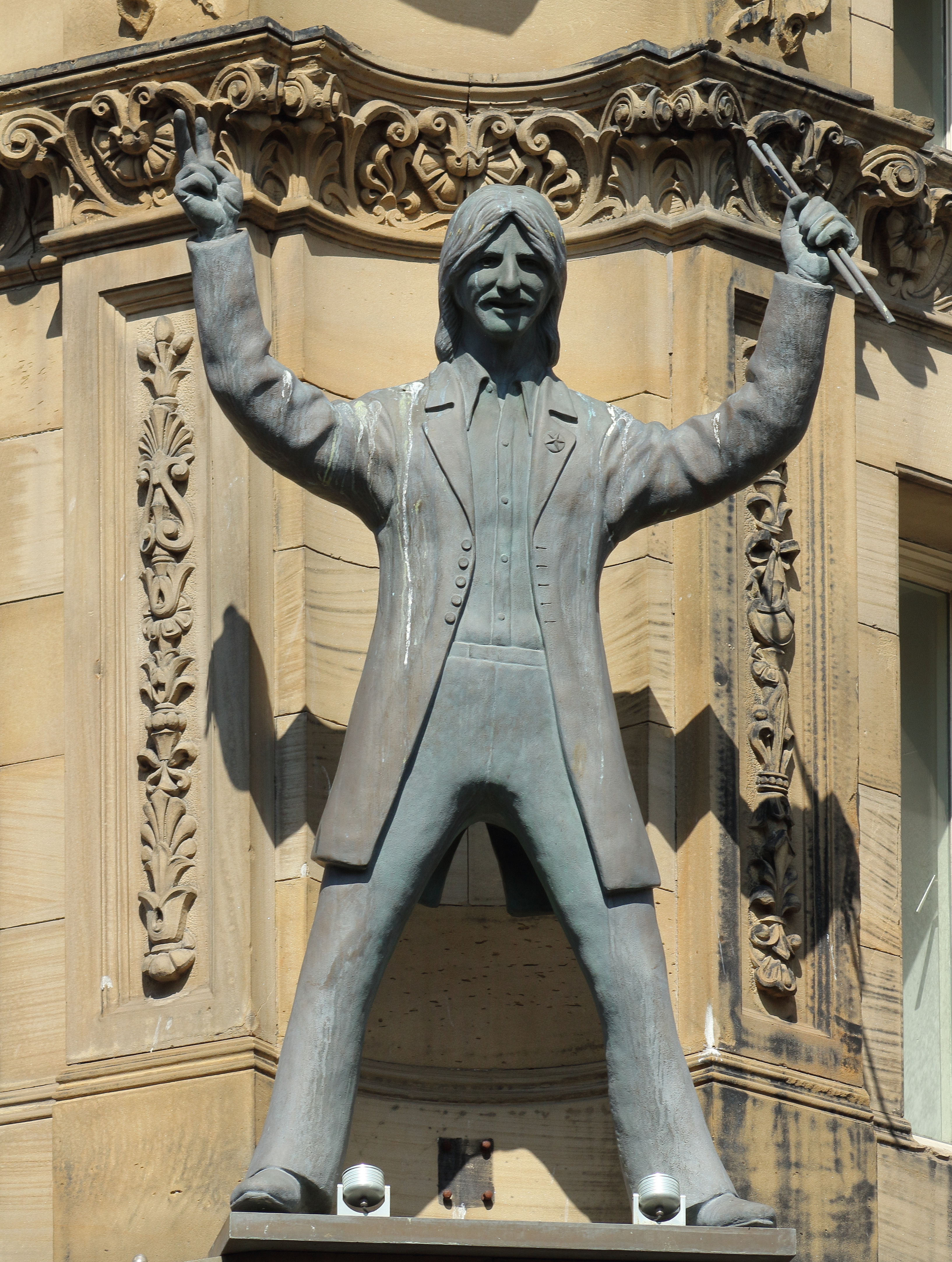
Statuie cu Ringo Starr în Liverpool